# Bazinval
Bazinval ist eine französische Gemeinde mit 410 Einwohnern (Stand 1. Januar 2022) im Département Seine-Maritime in der Region Normandie (vor 2016 Haute-Normandie). Sie gehört zum Arrondissement Dieppe und zum Kanton Eu (bis 2015 Kanton Blangy-sur-Bresle). Die Einwohner werden Bazinvalois genannt.

## Bevölkerungsentwicklung
| Jahr      | 1962 | 1968 | 1975 | 1982 | 1990 | 1999 | 2007 | 2014 |
| Einwohner | 283  | 285  | 304  | 330  | 335  | 299  | 334  | 408  |

## Sehenswürdigkeiten
- Kapelle
- Kirche Saint-Martin
- Schloss